# Роджерс, Джесси
Дже́сси Ро́джерс (англ. Jessie Rogers), имя при рождении Дже́ссика Ферре́йра Ферна́ндес (порт. Jessica Ferreira Fernandes; род. 8 августа 1993, Гояния, Бразилия) — бразильская и американская порноактриса, ютубер.

## Биография
Роджерс родилась в Гоянии, Бразилия. Она училась в средней школе Эль Камино в Сан-Франциско, штат Калифорния. До съемок в фильмах для взрослых она работала моделью в Нью-Йорке.
Роджерс дебютировала в киноиндустрии для взрослых всего через несколько дней после наступления совершеннолетия в августе 2011 года. В 2012 году она увеличила грудь с размера А до D. В том же году Роджерс сыграла роль Baby Spice в порно-пародии на Spice Girls, британскую поп-группу, образованную в 1994 году. Роджерс перестала сниматься в фильмах для взрослых в декабре 2012 года. В июле 2022 года возобновила карьеру актрисы в фильмах для взрослых
24 апреля 2013 года Роджерс выступила в Комитете Государственной Ассамблеи Калифорнии в поддержку закона AB 332, обязывающего порноактёров надевать презервативы во время всех сексуальных сцен, снятых в Калифорнии.
Роджерс является поклонницей игр League of Legends и Call of Duty: Black Ops 2, записи прохождения которых размещены на её каналах в YouTube и Twitch.

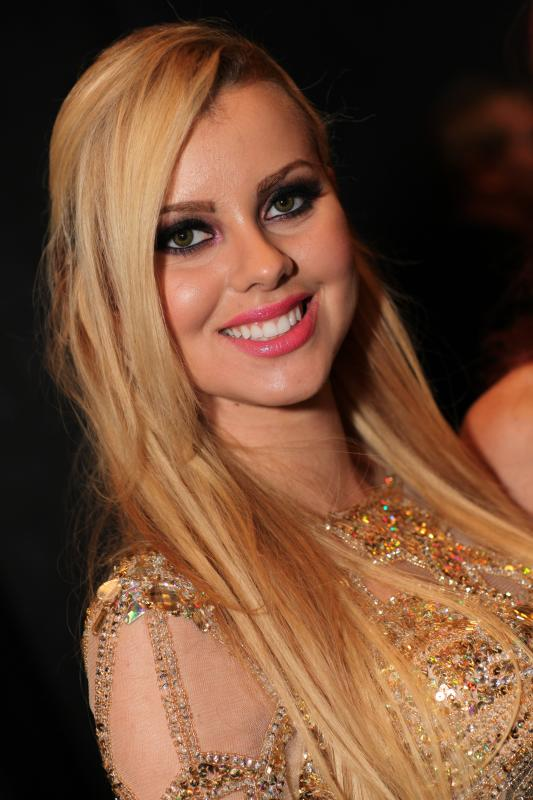

## Избранная фильмография
Некоторые фильмы:
- Deep Tushy Massage 3 (2011)
- My Little Panties 3 (2011)
- Anal Lessons (2012)
- Cuties 3 (2012)
- Dani Daniels' Fantasy Girls (2012)
- Massive Facials 5 (2012)
- Real Female Orgasms 15 (2012)
- True Grit XXX — A Pleasure Dynasty Parody (2012)
- Booty Pageant (2013)
- Starlet of the Year (2013)

## Премии и номинации
| Год  | Премия           | Результат | Категория                                                                                              |
| ---- | ---------------- | --------- | --- |
| 2012 | NightMoves Award | Номинация | Лучшая новая старлетка                                                                                 |
| 2013 | AVN Award        | Номинация | Лучшая новая старлетка                                                                                 |
| 2013 | XBIZ Award       | Номинация | Лучшая новая старлетка                                                                                 |
| 2013 | XRCO Award       | Номинация | Кремовая мечта                                                                                         |
| 2013 | NightMoves Award | Победа    | Лучшая задница                                                                                         |
| 2014 | XBIZ Award       | Номинация | Лучшая сцена — Пародия (вместе с Мисти Стоун и Ксандером Корвусом) OMG…It’s the Spice Girls XXX Parody |